# Аралов Семен Іванович
Аралов Семен Іванович (17 (30) грудня 1880 — 22 травня 1969) — радянський державний і військовий діяч.

## Біографія
Народився в Москві в купецькій сім'ї. Закінчив Комерційний інститут (нині — Російська економічна академія ім. Плеханова). Від 1903 року — в революційному русі. 1905 року мобілізований до армії, учасник російсько-японської війни, прапорщик. В 1907 році працював наставником у Рукавишниківському виправному закладі для неповнолітніх. Учасник Першої світової війни, штабс-капітан. Перший керівник Реєстраційного управління Польового штабу Реввійськради Республіки (РУ ПШ РВРР), родоначальника Головного розвідувального управління. За деякими даними один з тих, хто приймав рішення про ліквідацію одного з найвідоміших українських червонокозацьких отаманів Миколи Щорса.
Після Лютневої революції 1917 — заступник голови, голова армійського комітетуту 3-ї армії. Від січня 1918 — начальник оперативного відділу Московського військового округу, начальник оперативного відділу наркомату з військової і морської справ РСФРР.
Постановою Всеросійського Центрального Виконавчого Комітету 2 вересня 1918 року була створена Революційна військова рада Республіки, до складу якої увійшов Аралов. Згідно з наказом № 94 РВР від 14 жовтня 1918 р. запроваджувався Військово-Революційний Трибунал при РВР під головуванням Данішевського. Членами Трибуналу було обрано Мехоношина і Аралова. 24 жовтня 1918 року він призначається комісаром Польового штабу РВР, а вже 5 листопада — чільником Регістраційного управління Польового штабу Робітничо-Селянської Червоної Армії (Регіструпр, див. ГРУ).
З червня 1919 року по грудень 1920 року — член РВР 12-ї та 14-ї армій Південно-Західного фронту. Від січня 1921 — член РВР Київського військового округу, член радянської російсько-української делегації на мирних переговорах з Польщею.
Надалі до 1925 року перебував на дипломатичній роботі в Литві, Туреччині, Латвії, член колегії Наркомату закордонних справ СРСР. З 1927 — член президії Вищої ради народного господарства СРСР, член колегії Наркомфіну. Від 1938 — заступник директора літературного музею. Учасник Другої Світової війни, з 1946 — на партійній роботі в Москві, з 1957 на пенсії. Нагороджений орденами Леніна, Червоного Прапора, Вітчизняної війни 1-го і 2-го ступенів, Червоної Зірки, орденами Польщі, медалями. Помер у Москві.

## Твори
- Аралов С. І. Ленин вел нас к победе. // М.: Політвидав, — 1989. [Архівовано 4 березня 2016 у Wayback Machine.] (рос.)